# 槐里县
槐里县，中国古县名，在今陝西興平境內。
周朝时称犬丘，周懿王以此为都。秦国更名废丘。汉高祖三年（前205年），废丘县更名槐里县。汉惠帝二年（前193年），在此地起黄山宫。新朝时，称槐治县。在今陕西省兴平市境。西晋时为始平郡治所。北魏时，迁槐里县于今兴平市西。北周时废。
與此同時，刘宋于今河南省南阳市侨置槐里县。兩者並無關連。